# Lech Tkaczyk

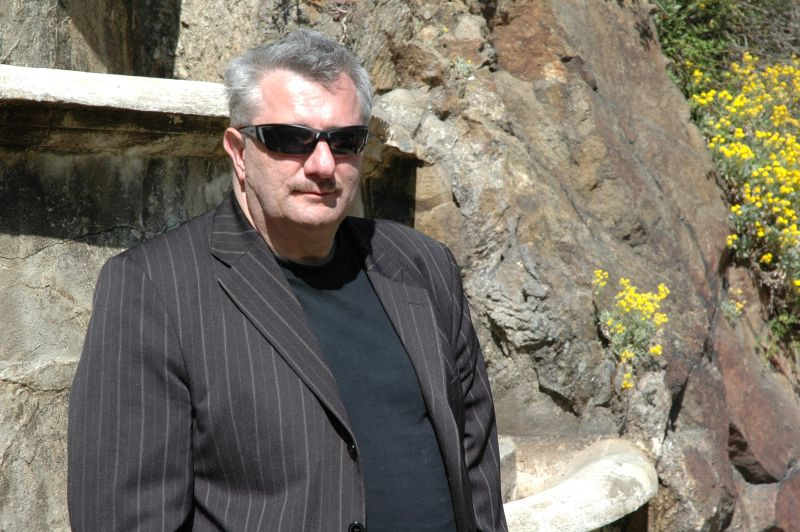
Lech Tkaczyk

Lech Tkaczyk (ur. 28 lutego 1956 w Bielawie) – pisarz, autor bajek, książek z dziedziny dietetyki, piosenek, współzałożyciel wydawnictwa Astrum.

## Życiorys
Absolwent Wydziału Technologii Żywności Akademia Rolnicza we Wrocławiu (studia zakończone tytułem magistra inżyniera technologii żywności) i Międzynarodowych Studiów Doktoranckich na Akademii Ekonomicznej we Wrocławiu (nie obronił pracy doktorskiej).
Twórca „Diety funkcjonalnej”, polegającej na wzbogacaniu potraw, gotowych dań, ziołami, przyprawami, nadającymi im pożądane cechy podnoszące zdrowotność organizmu. Autor książek z dziedziny żywienia, w tym Dieta funkcjonalna. Samoleczenie ziołami w kuchni. Autor książek o komunikowaniu niewerbalnym, m.in. Postawa, mimika, gest.
W swoim dorobku ma także ok. 40 bajek dla dzieci o charakterze moralizatorsko-edukacyjnym, pisanych wierszem. Autor piosenek dla najmłodszych i dla dorosłych. Autor kilku tomików poetyckich. Swoje teksty wykorzystuje w recitalach, spektaklach teatralnych, przedstawieniach dla dzieci, widowiskach, performance w otwartych przestrzeniach.
W 1990 r. założył wraz z żoną Wydawnictwo Astrum z siedzibą we Wrocławiu.

## Twórczość
Książki:
- Dieta funkcjonalna. Samoleczenie ziołami w kuchni, 2003, Wydawnictwo Astrum, ISBN 83-7277-122-7.
- Postawa, mimika, gest, 2005, Wydawnictwo Astrum, ISBN 8372771844.
- Samoleczenie kamieniami metodą BTL, rok wydania?, wydawnictwo Astrum, ISBN?

Bajki:
- O pracowitym osiołku i królu lwie, Wydawnictwo Astrum, Wrocław 2004.
- O zającu szybkim i jeżu kuśnierzu, Wydawnictwo Astrum, Wrocław 2004.
- O mądrym jeżyku i chytrym lisie, Wydawnictwo Astrum, Wrocław 2005.
- Mama uczy cyferek, Wydawnictwo Astrum, Wrocław 2005.
- Jak Pan Alfabet do przedszkola maszerował, Wydawnictwo Astrum, Wrocław 2005.
- Bajka o Panu Zegarze, Wydawnictwo Astrum, Wrocław 2007.

Poezja:
- Moja miłość niczyja. Lubię jak się mną dzieli, Wydawnictwo Astrum, Wrocław 2006.
- Anioły Codziennej Troski, Wydawnictwo Astrum, Wrocław 2006.